# Île de la Liège
L'île de la Liège est une île fluviale de la Charente, située sur les communes de Champmillon et de Sireuil.

## Description
Elle est divisée en une dizaine de parcelles. Leurs propriétaires y viennent en villégiature.

## Histoire
L'île est vendue au XIIe siècle à l'abbaye de La Couronne. Y est alors fondé un prieuré dédié à Notre-Dame. L'église et le logis prieural sont signalés en ruine en 1641.